# 法默斯克里克鎮區 (愛荷華州傑克遜縣)
法默斯克里克鎮區（英語：Farmers Creek Township）是位於美國愛荷華州傑克遜縣的一個行政鎮區。

## 地方資料
根據2010年美國人口普查的數據，法默斯克里克鎮區的面積為92.08平方千米，當中陸地面積為92.08平方千米，而水域面積為0.00平方千米。當地共有人口445人，而人口密度為每平方千米4.83人。